# Andrea Borella
Andrea Borella (Venezia, 23 giugno 1961) è un maestro di scherma ed ex schermidore italiano, specializzato nel fioretto, campione olimpico nel fioretto a squadre a Los Angeles 1984 e cinque volte campione mondiale.
Appartiene al glorioso vivaio mestrino del Maestro Livio di Rosa, nel quale inizia a tirare nel 1967. Vince il primo titolo italiano nel 1972. Entra successivamente nel Gruppo Sportivo delle Fiamme Oro (Polizia di Stato). Interrompe l'attività agonistica nel 1998 (ultimo degli alfieri di Di Rosa). Dal 1995 è sposato con la fiorettista Francesca Bortolozzi, dalla quale ha avuto due figlie (Claudia e Laura).

## Biografia
Specialista del fioretto,dal 1995 è sposato con Francesca Bortolozzi (anch'essa campionessa della stessa arma e collega nel lavoro) e padre di Claudia e Laura.
Terminata la carriera di atleta è diventato maestro di scherma, insegnando dapprima al Circolo Scherma Mestre (dal 1998 al 2010)e poi riunendosi  professionalmente alla moglie ,hanno dato vita alla rinascita agonistica della  A.S. Comini 1885 Padova Scherma che ha risalito le vette delle classifiche nazionali di fioretto.
Alle Olimpiadi di Los Angeles, nel 1984, raggiunge il 5º posto nell'individuale, nella gara vinta dall'altro mestrino Mauro Numa, dopo essere stato superato nei quarti dal francese Frédéric Pietruszka. Tre giorni dopo arriva la vittoria nel torneo a squadre (assieme a Numa, Stefano Cerioni, Andrea Cipressa e Angelo Scuri). La nazionale azzurra, dopo aver agevolmente superato Egitto e Stati Uniti nel girone eliminatorio (3 vittorie di Borella in entrambi i match), supera nei quarti la Gran Bretagna per 9-2. Nella dura sfida di semifinale contro la Francia, Borella è autore di 2 vittorie nei 4 assalti disputati, e l'Italia vince per 9-7 .  La finale vede la squadra italiana prevalere di stretta misura (8-7) sulla Germania Ovest,trascinata dalla grande prestazione di Numa che oltre a vincere tutti e 4 gli incontri, con un parziale complessivo di 20 stoccate a 5 garantisce all'Italia la vittoria matematica senza la disputa dell'ultimo match.
Ai Giochi di Seoul, 4 anni dopo, Andrea si presenta come detentore della Coppa del Mondo ed è il grande favorito della prova individuale. L’emozione purtroppo blocca il fiorettista e ne ferma prematuramente il percorso.  Nella gara a squadre l'Italia, vincitrice di due degli ultimi tre campionati mondiali, è sconfitta 9-6 dalla Germania Ovest si deve accontentare del 7º posto finale.
L'ultima apparizione olimpica del campione mestrino è ai Giochi di Barcellona nel 1992 dove Borella, a un passo dalla zona medaglie patisce un infortunio ed è battuto nei quarti dal tedesco Udo Wagner per 2 assalti a 1, dovendosi accontentare del 5º posto. La squadra azzurra si ferma al 6º posto, fermata nei quarti dall'Ungheria per 9-5.
L'ultima medaglia d'oro arriva però a coronare una carriera (cesellata dalla vittoria di 17 gare di coppa del mondo) ai Campionati mondiali di scherma 1994 ad Atene, nella prova di fioretto a squadre con Marco Arpino, Stefano Cerioni e Alessandro Puccini.

## Palmarès
In carriera ha conseguito i seguenti risultati:
Giochi olimpici
Individuale
- 5º classificato nel fioretto a Los Angeles 1984
- 5º classificato nel fioretto a Barcellona 1992
- 41º classificato nel fioretto a Seul 1988

A squadre
- Oro nel fioretto a Los Angeles 1984
- 6º classificato nel fioretto a Barcellona 1992
- 7º classificato nel fioretto a Seul 1988

Mondiali
Individuale
- Oro nel fioretto a Sofia 1986
- Argento nel fioretto a Lione 1990

A squadre
- Oro nel fioretto a Barcellona 1985
- Oro nel fioretto a Sofia 1986
- Oro nel fioretto a Lione 1990
- Oro nel fioretto ad Atene 1994
- Argento nel fioretto a Buenos Aires 1977
- Argento nel fioretto a Melbourne 1979
- Argento nel fioretto a Clermont-Ferrand 1981
- Argento nel fioretto a Essen 1993
- Bronzo nel fioretto a Roma 1982

Europei
Individuale
- Oro nel fioretto a Foggia 1981
- Oro nel fioretto a Lisbona 1983
- Bronzo nel fioretto a Mödling 1982

A squadre
Coppa del mondo
Classifica individuale
- nella classifica generale del fioretto 1980-81
- nella classifica generale del fioretto 1983-84
- nella classifica generale del fioretto 1986-87
- nella classifica generale del fioretto 1988-89

Universiadi
Individuale
- Bronzo nel fioretto a Edmonton 1983

A squadre
- Oro nel fioretto ad Bucarest 1981
- Oro nel fioretto a Edmonton 1983
- Argento nel fioretto a Città del Messico 1979
- Bronzo nel fioretto a Kōbe 1985

Giochi del Mediterraneo
Individuale
- Bronzo nel fioretto ad Atene 1991

Campionati italiani
Individuale
- Oro nel fioretto nel 1986

A squadre

### Altri risultati
Mondiali giovani
Individuale
- Oro nel fioretto a South Bend 1979
- Argento nel fioretto a Madrid 1978

A squadre